# Campionati oceaniani di badminton 2018
I Campionati oceaniani di badminton 2018 si sono svolti ad Hamilton, in Nuova Zelanda, dal 6 all'11 febbraio 2018. È stata la 13ª edizione del torneo, organizzato dalla Badminton Oceania.

## Podi
| Evento              | Oro                              | Argento                    | Bronzo                                    |
| Singolare maschile  | Abhinav Manota                   | Remi Rossi                 | Dylan Soedjasa                            |
| Singolare maschile  | Abhinav Manota                   | Remi Rossi                 | Wesley Caulkett                           |
| Singolare femminile | Wendy Chen Hsuan-yu              | Louisa Ma                  | Joy Lai                                   |
| Singolare femminile | Wendy Chen Hsuan-yu              | Louisa Ma                  | Zecily Fung                               |
| Doppio maschile     | Matthew Chau Sawan Serasinghe    | Robin Middleton Ross Smith | Matthew Graham Vincent Harris             |
| Doppio maschile     | Matthew Chau Sawan Serasinghe    | Robin Middleton Ross Smith | Cham Chen Toby Wong                       |
| Doppio femminile    | Setyana Mapasa Gronya Somerville | Leanne Choo Renuga Veeran  | Anona Pak Danielle Tahuri                 |
| Doppio femminile    | Setyana Mapasa Gronya Somerville | Leanne Choo Renuga Veeran  | Sally Fu Alyssa Tagle                     |
| Doppio misto        | Sawan Serasinghe Setyana Mapasa  | Matthew Chau Leanne Choo   | Oliver Leydon-Davis Susannah Leydon-Davis |
| Doppio misto        | Sawan Serasinghe Setyana Mapasa  | Matthew Chau Leanne Choo   | Niccolo Tagle Alyssa Tagle                |
| Squadra maschile    | Australia                        | Nuova Zelanda              | Polinesia francese                        |
| Squadra femminile   | Australia                        | Nuova Zelanda              | Figi                                      |

## Medagliere
| Pos.   | Paese              | Oro | Argento | Bronzo | Totale |
| ------ | ------------------ | --- | ------- | ------ | ------ |
| 1      | Australia          | 6   | 4       | 4      | 14     |
| 2      | Nuova Zelanda      | 1   | 2       | 6      | 9      |
| 3      | Polinesia francese | 0   | 1       | 1      | 2      |
| 4      | Figi               | 0   | 0       | 1      | 1      |
| Totale | Totale             | 7   | 7       | 12     | 26     |